# Bazsalikom
A bazsalikom (Ocimum basilicum L. - jelentése királyian illatozó) dísz-, fűszer-, és gyógynövény. Népies elnevezései: bazsalikusfű, buszujok, kerti bazsalikum, királyfű, német bors.
Eredetileg Dél-Ázsiából, Perzsiából, Afrikából került Európába, és itt is kedvelt, egynyáriként termesztett kerti, cserép- és fűszernövény lett. Jellegzetes illatú és dús aromájú, színe zöld, virága pedig fehér színű.

## Származása, elterjedése
Őshazája India, világszerte innen terjed el, mint kerti növény. 
Egyiptomban fontos szerepe volt a halottkultuszban. Sírkamrákban, 5000 éves bazsalikom-koszorúkat találtak.
Görögországban mai napig közkedvelt temetői növény.
Az ajakosok családjába tartozó Ocimum nemzetség 50–60 faja Afrika, Ázsia, Amerika trópusi tájain honos. A Dél-Ázsiából származó O. basilicum a legjobban elterjedt és termesztett faj, amely a mérsékelt égövi klímát is elviseli. Ismerete és termesztése hazánkban több száz éves.
Származás, illetve levélnagyság alapján hazánkban két nagyobb típushoz tartoznak a termesztett változatok: a nagy levelű dél-európai típus és a kisebb levelű afrikai, amely utóbbi illóolajában a linalool helyett kámfor van.

## Jellemzői
Egyéves növény. Karószerű főgyökere számos oldalgyökérre ágazik. Nem hatol mélyre, de dús elágazódásával viszonylag nagy talajréteget sző át. Mereven felálló. 40–60 cm hosszú szára a gyökérnyaktól sok oldalhajtásra ágazik el.
Szára az ajakosok családjára jellemzően négyszögletes. A szár hossza, a levél alakja és színe alapján számos változatát különböztetik meg – a legtöbb helyen a kis, zöld levelű változatát termesztik. A száron és a levélfonákon az erek körül igen gyéren szőrök nőnek. A tojásdad levelek széle csipkés vagy bevagdalt, levélnyelük rövid, válluk lekerekített. A csupasz, vékony levéllemezen gyengén kivehető az erek mintázata.
Szárvégi, laza álfüzér virágzatának egy-egy örvében 6–8 virág nő, az örvök száma 10–18. Csészéje zöld, széle a sziromlevelekkel együtt gyéren szőrös. A csésze felső ajka ép, széles kerekded, míg az alsó ajak négyfogú. A sárgásfehér vagy pirosló párta felső ajka négykaréjú, az alsó enyhén, homorúan hullámos. A párta rövid csöve általában fehér. A porzók a fehér párta alsó ajkához simulnak, annál valamivel hosszabbak. A két termőlevél összenövéséből keletkezett felső állású termőből 4 fekete makkocskatermés jön létre.

## Hatóanyagai
Kellemes, a szegfűszegre emlékeztető, fanyar illatú, pikáns ízű fűszernövény, ami illóolajat, cseranyagot, szaponint és keserű anyagot tartalmaz. A zöld növényi részekben sok a C-vitamin.

## Felhasználása

### Fűszerként

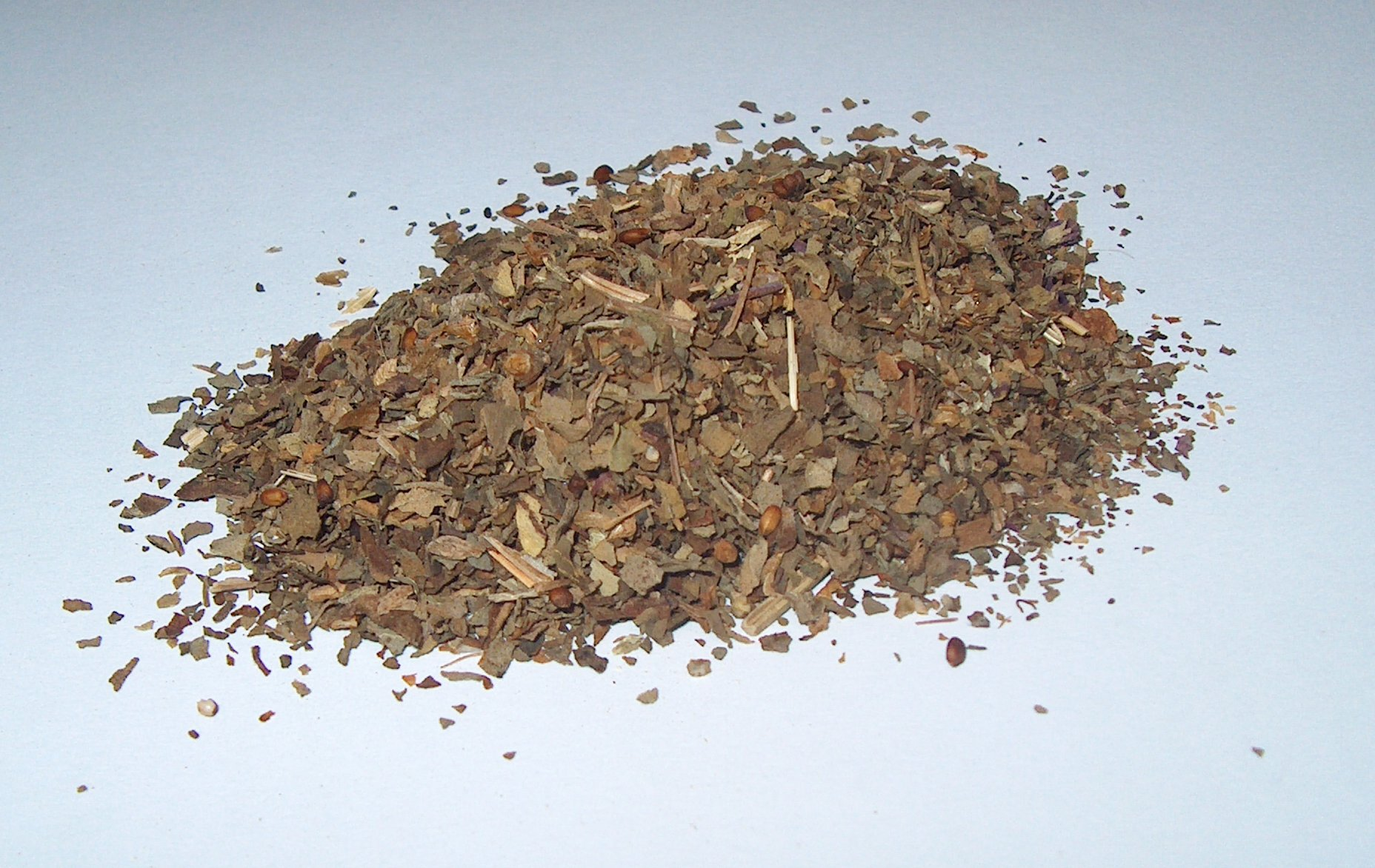
Őrölt bazsalikom

Igen sokoldalúan használható: levesek, (különösen fehér babból készült) főzelékek, saláták, szószok, pácok, sültek, mártások, darált húsok, halételek, kolbászáruk, növényi ecetek, ecetes és vizes uborka ízesítéséhez, gyógytea készítésére. A pesztó egyik fő összetevője. 
Főtt ételekhez a főzés utolsó perceiben kell hozzáadni. Íze a legjobban citrommal és fokhagymával kombinálva érvényesül.

### Gyógynövényként
Sokféle hatást tulajdonítanak neki. Nem csak afrodiziákumnak tartják, de emellett javítja az étvágyat és az emésztést, szél- és vizelethajtó, nyugtat, és még a köhögést is csillapítja.
A népi gyógyászatban étvágygerjesztőnek, vizelet- és szélhajtónak, köhögéscsillapítónak használják. Főzetét külsőleg borogatásra, torokgyulladás esetén öblögetésre is alkalmazzák.
A kerti bazsalikom leveléből készült forrázatot gyomorrontás és étvágytalanság esetén alkalmazzák. A felfúvódás és a bélgázképződés kiegészítő kezeléseként szélhajtónak használják. Összehúzó hatása enyhíti a garatgyulladás tüneteit. Külsőleg alkalmazott alkoholos kivonata a sebgyógyulást elősegítő kenőcsök egyik alapanyaga; sebekre, sérülésekre ajánlott; a bazsalikomot gyakran más növényekkel (menta, fűszerkömény) együtt használják.
A kereskedelemben morzsolva forgalmazzák. Légmentesen lezárt fűszertartóban, fénytől védve, lefagyasztva vagy kevés só-ecet-olívaolaj keverékben eltéve tárolandó.
Fontos még megemlíteni a tulsit, ami a bazsalikom egyik változata, és Indiában gyógynövényként, vallási kultusznövényként, illetve fűszernövényként tartják számon. A kutatások során kiderült, hogy a tulsi megvéd a stressztől, illetve csökkenti annak hatását, növeli az állóképességet, elősegíti a test oxigén felhasználását, megvéd a sugárzási károsodástól, csökkenti az öregítő tényezőket, segíti a szív, tüdő és a májműködést, továbbá antibiotikus-, vírusölő-, gombaölő hatásai is ismertek.

## Életmódja, termesztése

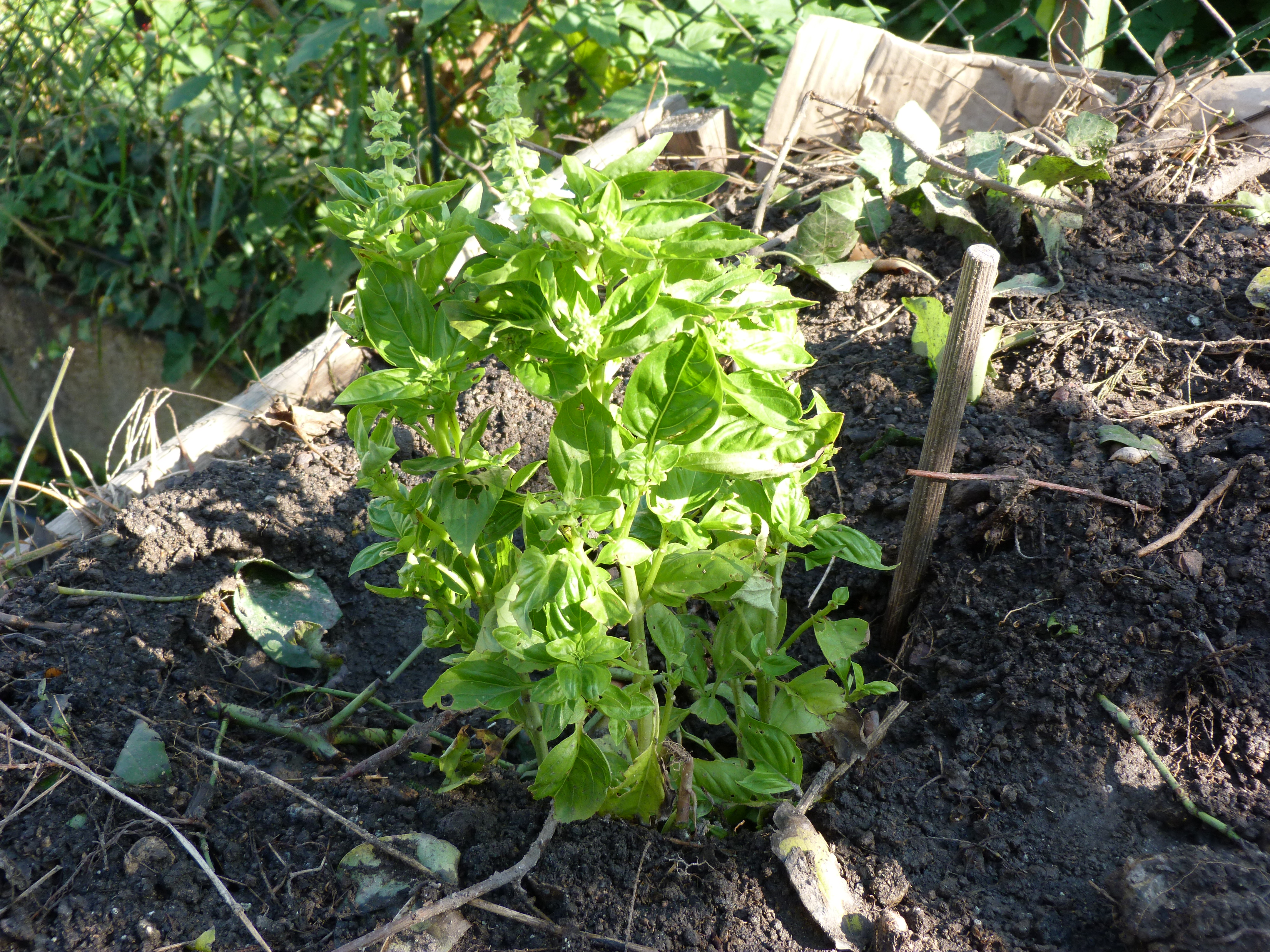
Bazsalikom

Meleg, félárnyékos helyen érzi jól magát. Általában barna homoktalajokon, magról március-áprilisban langyos ágyba vetik, majd május elején 20–30 cm-es távolságra palántázzák. A virágzó növényt vágják, szárítják, majd a leveles hajtásokat lemorzsolják.
Cserépben, balkonládában, akár a konyhaablakban is nevelhetjük.
Hosszú, álörvös virágzata alulról felfelé folyamatosan nyílik. Júniustól szeptemberig virágzik, a nyár második felétől nyíló virágok mellett már érett mag is található.